# 磷化銦鎵
磷化銦鎵（Indium gallium phosphide，簡稱InGaP）也被稱為磷化鎵銦（GaInP），是由磷、銦和鎵組成的半導體。因為其電子速率比常見的矽及砷化鎵要快，常用於高速或是高功率的電子元件中。
磷化銦鎵常用在高電子移動率電晶體（HEMT）及异质结双极性晶体管（HBT）結構中，但也用在太空應用的高速率太陽能電池，若加入鋁（AlGaInP合金）可以製作高亮度的橘紅色、橘色、黃色及綠色發光二極體。
磷化銦鎵是磷化銦及磷化鎵的合金。
Ga0.5In0.5P是一種有特別重要性的合金，其晶格幾乎和砷化鎵相同，因此配合(AlxGa1-x)0.5In0.5，可以產生晶格對應的量子阱，可以作為紅色的激光二極管，例如紅色光，波長650nm的共振腔發光二極體，或是配合聚甲基丙烯酸甲酯塑膠光纖的垂直腔面發射雷射器。
Ga0.5In0.5P其能量接面是太陽能電池中砷化鎵接面的二倍到三倍。近年發現磷化銦鎵及砷化鎵疊層的太陽能電池在AM0條件（太陽光在大氣層外的平均照度，=1.35 kW/m2） 下，效率可以提升25%。
另一個磷化銦鎵的合金，其晶格匹配底層的砷化銦鎵，用來製作高能量效率的磷化銦鎵/砷化銦鎵/鍺三接面太陽電池。
磷化銦鎵的磊晶生長可以依磷化銦鎵的趨勢成長，生成一般的材料，而不是任意分布的合金。這會改變該材料的帶隙和其電子和光學性質。

## 外部連結
- EMCORE Solar Cells
- Spectrolab Solar Cells
- NSM Archive （页面存档备份，存于）
- 深化5G/6G布局　氮化鎵/磷化銦微縮再進化(2)